# 타이베이 아레나
타이베이 아레나(한국어: 臺北小巨蛋/대북 소거단)는 중화민국 타이베이시에 있는 아레나이다. 2005년에 설립되었으며 15,000명을 수용할 수 있다. 각종 스포츠 경기, 콘서트 같은 행사가 종종 개최된다.

## NBA경기
| 날짜             | 팀1               | 스코어    | 팀2               |
| ---------------- | ----------------- | --------- | ----------------- |
| 2009년 10월 8일  | 덴버 너기츠       | 104 - 126 | 인디애나 페이서스 |
| 2013년 10월 13일 | 인디애나 페이서스 | 98 - 107  | 휴스턴 로키츠     |